# Uri (Itálie)
Uri (sardinsky: Uri) je italská obec (comune) v provincii Sassari v regionu Sardinie. Nachází se ve výšce 150 metrů nad mořem a má přibližně 2 800 obyvatel. Rozloha obce je 56,81 km².